# ブルウル兄弟商会
ブルウル兄弟商会（ブルウルきょうだいしょうかい、英: Bruhl Bros. & Co.、仏: Brühl Frères & Co.）はかつて日本に存在した貿易会社（外国商館）である。「ブルール兄弟商会」と表記されることもある。
フランス人のダビット・ブルウルが1880年に米国で創業し、本店はフランス・シャトーダンに置かれ、日本のほかニューヨーク、プロビデンス、サンフランシスコ、アムステルダム、中国にも支店を構えた。日本の支店は1887年（明治20年）に横浜港近くの外国人居留地で設立された。

## 概要

### 日本
横浜支店の設立当初はダイヤモンドなどの宝石や懐中時計（商館時計）を主に取り扱い、特に懐中時計の新聞広告を積極的に出していた。1895年（明治28年）に神戸支店を開設した頃から事業を拡大し、電信電話機、天文測量機器、化学機械類、揚水ポンプ、レノイ自転車などの輸入を始め、トーマス・エジソンの発明品である活動写真器械（キネトスコープ）、写真活動現影機（キネトフォン）、蓄音機（フォノグラフ）などを輸入するようになる。ブルウル一族はフランス人で本店はフランスに置いているが、創業地の米国を拠点に事業を営んでおり、日本への輸入品としては主に米国製品を扱った。
1901年（明治34年）3月26日、アメリカ製の蒸気自動車ナイアガラを輸入した。これは販売目的で輸入されたものとしては日本初の自動車にあたるとされる。

## 沿革
- 1848年、フランス人のダビット・ブルウルが米国で宝石輸入業を始める[W 3]。その後、事業を拡大する[W 3]。
- 1880年、ダビットと弟のモーゼスが"D. & M. Bruhl & Co."を設立する[W 4]。

### 日本
- 1887年（明治20年）、D. & M. Bruhl & Co.の支店として「D&Mブルウル商会」が横浜に設立される[1][W 2]。設立当時の住所は居留地24番で[W 5]、1899年の内地雑居以降の住所は横浜市山下町61番A、1902年以降は同22番地となる[3][W 5]。
- 1888年（明治21年）、ダビットとモーゼスが引退し、事業はダビットの息子のポールとアンリの2人によって引き継がれ、商号は「ブルウル兄弟商会」（Bruhl Bros. & Co.）に変更される[1][W 6]。
- 1895年（明治28年）、神戸市京町24番地に神戸支店を設立する[1]。
- 1898年（明治31年）、リチャード・アベンハイムが横浜支店、フリッツ・ベルトルト・アベンハイムが神戸支店の支配人となり[W 7]、日本における商会の運営がアベンハイム兄弟に任される[4]。
- 1901年（明治34年）
  - 3月、ブルウル兄弟商会が輸入したアメリカ製の蒸気自動車ナイアガラ（1901年型）が到着する[5][注 2]。
    - ブルウル兄弟商会は松井民治郎が経営する専売合資会社（1900年設立）に同車の販売を委託し、同年、松井はモーター商会を設立する[6]。

  - 11月3日、大日本双輪倶楽部が上野公園の不忍池畔で自転車レースを開催する。この際、アベンハイムの強い働きかけにより[2][注 3]、自動車（二輪、三輪、四輪オートバイ）計3台によるエキシビジョンレース（日本初の自動車レース）が開催され、ブルウル兄弟商会の「F・B・アベンハイム」がトーマス自動三輪車に乗って3着となる[7][8]。
- 1903年（明治36年）
  - 3月1から7月末日にかけて大阪で開催された第5回内国勧業博覧会にオールズモビル・カーブドダッシュを出品して展示する[W 8][W 9][注 4]。他の商会が展示した自動車と同じく、これは多数の一般の日本人が自動車を目にする初の機会となる。
  - 9月、ブルウル兄弟は日本の商会を廃止[1]。アベンハイム兄弟はその事業を引き継ぎ、翌年、「アベンハイム兄弟商会」（Abenheim Bros. & Co.）を新たに設立する[3]。アベンハイム兄弟商会はその年限りで横浜の支店（山下町273番）を閉め、日本では神戸支店（京町76番地）のみで営業を続けた[3]。

## 関連人物

### ブルウル兄弟（D&Mブルウル商会）
- ダビット・ブルウル（David Bruhl, 生年不明 - 没年不明）

商会の創業者。
1848年に米国に渡り、宝石輸入商としての仕事を始める。事業は拡大し、1860年頃にパリに渡り、以降はパリで過ごす。
1889年1月1日に引退して、息子のポールとアンリに商会を譲る。

- サミュエル・ブルウル（Samuel "Sam" Bruhl, 1827年 - 1875年12月29日[W 10]）

ダビッドの弟。ドイツ・ヴォルムス生まれ。
1849年に米国に渡り、兄ダビットとともに宝石商を営む。1875年に死去。

- モーゼス・ブルウル（Moses Bruhl, 1825年頃 - 1899年11月1日[W 3]）

ダビッドの弟。ドイツ・ヴォルムス生まれ。
1854年に米国に渡り、兄と共に宝石貿易に携わるようになる。
1874年にサミュエルが亡くなるとその跡を継いでニューヨーク支店の支配人となる。
1889年1月1日に兄ダビットとともに引退する。
引退後は慈善事業に尽力し、ヘブライ孤児基金（Hebrew Benevolent Society）に妻の名で基金（Betty Bass Prize Fund）を設けた。
1891年頃から心臓病を患い、1899年にニューヨークで死去し、サイプレスヒルズ墓地に埋葬された。

- サイモン・ブルウル（Simon Bruhl, 1849年頃 - 1899年）

ダビッドの弟で、四人兄弟の末弟。
米国で兄弟の事業を手伝っていたが、1877年に失明したため引退してヨーロッパに戻る。1899年にパリで死去。

### ブルウル兄弟（ブルウル兄弟商会）
- ポール・ブルウル（Paul Bruhl, 生年不明 - 没年不明）
- アンリ・ブルウル（Henri Bruhl, 生年不明 - 没年不明）

どちらもダビットの息子。1888年に商会を引き継ぎ、ブルウル兄弟商会を設立する。

### アベンハイム兄弟
レオポルト・アベンハイム（1848年生まれ）の子供たちで、いずれもドイツ出身。6人兄弟（5男1女）の内、長女のアウグスタ（1877年生）と五男（末子）のパウル・グスタフ・エドゥアルド（1881年生）以外の4名が日本のブルウル商会で働いていた。
- リチャード・アベンハイム（Richard Abenheim, 1868年5月2日 - 没年不明）

アベンハイム兄弟の長男。
幼い頃（1872年頃）に実父のベルンハルト・ゴルドナーが亡くなり、母の再婚相手のレオポルトに引き取られる。
1887年、兄弟の中では最も早く来日し、設立間もないD&Mブルウル商会・横浜支店で働き始めた。
1898年、商会の日本支店の支配人に任命され、1903年にブルウル兄弟商会の日本支店がなくなると、翌年に同じ事業で商会を起こし、横浜、神戸に加えてニューヨークとロンドンにも支店を設け、自身はロンドン支店の運営のため1904年に日本を離れた。

- カール・アベンハイム（Karl Abenheim, 1873年7月3日 - 1897年8月30日）

アベンハイム兄弟の次男で、レオポルトの実子の中では最年長。
1889年に来日して、D&Mブルウル商会に雇われる。1897年に急死するまで同商会で働き、遺体は横浜の外国人墓地に埋葬された。

- フリッツ・ベルトルト・アベンハイム（Fritz Berthold Abenheim, 1875年8月9日 - 没年不明）

アベンハイム兄弟の三男。資料によっては「フリッツベルト」と表記されることがある。
1894年に来日し、兄たちと同様、ブルウル兄弟商会に雇われる。1897年に同商会の神戸支店に移り、1898年には神戸支店の支配人となる。
1900年に横浜に戻り、1903年にブルウル兄弟商会が日本の支店を廃止したため、兄と弟とそれを引き継ぎアベンハイム兄弟商会を設立。
自身はニューヨーク支店の経営のため、日本を離れる。

- ルドルフ・エミル・アベンハイム（Rudolf Emil Abenheim, 1878年10月10日 - 没年不明）

アベンハイム兄弟の四男。
1896年に父レオポルトとともに来日し、兄たちと同様、横浜のブルウル兄弟商会に雇われる。
1900年に兄フリッツと入れ替わりに神戸支店の支配人になる。

- レオポルト・アベンハイム（Leopold Abenheim, 1848年6月26日 - 没年不明）

アベンハイム兄弟の父親（リチャード以外の5人は実子）。
1896年、息子ルドルフ・エミルとともに来日し、やはりブルウル兄弟商会で働き、息子たちを助けた。
1903年に日本を去り、ドイツに帰る。

### その他
- サロモン・バス（Salomon Bass, 生年不明 - 没年不明）

ダビッドとモーゼスのブルウル兄弟が引退した後、ポールとアンリのブルウル兄弟とともに事業を引き継ぎ、ニューヨーク支店を受け持った。

- サミュエル・ソンドハイム（Samuel "Sam" Sondheim, 1850年7月30日 - 1899年11月）

少年の頃からニューヨークの宝石取引の仕事に携わり、ダビッド・ブルウルに使いっぱしりの小僧として雇われる。その後数年の内に宝石販売を任されるようになる。
サンフランシスコ支店に移り、その後、横浜支店設立に際して日本に移る。1888年に商会がポールとアンリの兄弟に引き継がれた後も商会に残り、引き続き日本を受け持った。
1892年に横浜から米国に戻り、1893年に商会を去る。
その後、ニューヨークでダイヤモンド商人となるが、5年後の1899年にニューヨークの自宅でガス自殺した。

- ルートヴィヒ・リリエンタール（Ludwig Lilienthal, 生年不明 - 没年不明）

1869年頃からブルウル商会で働き始め、1894年時点で米国の支配人をしている。

- アーサー・ヘニウス（Arthur Henius, 生年不明 - 没年不明）

ブルウル商会のニューヨーク支店の支配人。
後にニューヨークの支店名は"Bruhl Bros. & Henius Co."に変わる。

- ドリス・サンダース（Doris Sanders, 生年不明 - 没年不明）

1894年11月5日にポール、アンリのブルウル兄弟とニュージャージー州ニューアークでダイヤモンド加工会社（Sanders & Bruhl Mfg. Co.）を設立する。

- 矢島芳之助（生年不明 - 没年不明）

商会の日本人番頭。

- 林平太郎（1872年4月19日 - 1927年4月20日）

商会の技師。後に「日本最初の自動車技師」として知られることになる。
1902年、高知県師範学校を退職した後、ブルウル兄弟商会に転職した。ブルウル兄弟商会から蒸気自動車ナイアガラを購入した松井民治郎はモーター商会を設立するが、自動車の知識がなかった松井は林を譲るようアベンハイムに頼み込み、林を技師兼販売主任としてモーター商会に引き抜いた。

- 八軒広吉（生年不明 - 没年不明）

商会の技師。本名は「三浦広吉」だが、なぜか「八軒」の姓で知られていた。
自動車技師としての腕は確かで、ルドルフ・エミル・アベンハイムとともに神戸に移り、以降は「東京の林平太郎か神戸の八軒広吉か」と並び評されるようになる。